# Siège de Metz (1552-1553)
Pour les articles homonymes, voir siège de Metz.
Dixième guerre d'Italie
Batailles
- Tripoli (9 août - 15 août 1551)
- Mirandola (en) (juillet 1551 - mars 1552)
- Ponza (5 août 1552)
- Metz (octobre 1552 - janvier 1553)
- Corse (1553 - 1559)
- Marciano (2 août 1554)
- Renty (12 août 1554)

Le siège de Metz se déroule d’octobre 1552 à janvier 1553. Il se solde par le retrait des troupes impériales de Charles Quint, et par l’occupation de Metz, jusqu’alors Ville libre d’Empire, par les troupes du roi de France. L’occupation, par la France, des Trois-Évêchés, Metz, Toul et Verdun, ne sera ratifiée qu’en 1648, par le traité de Westphalie.

« [Le] plus beau siège qui fut jamais »

— Brantôme

## Voyage d’Allemagne

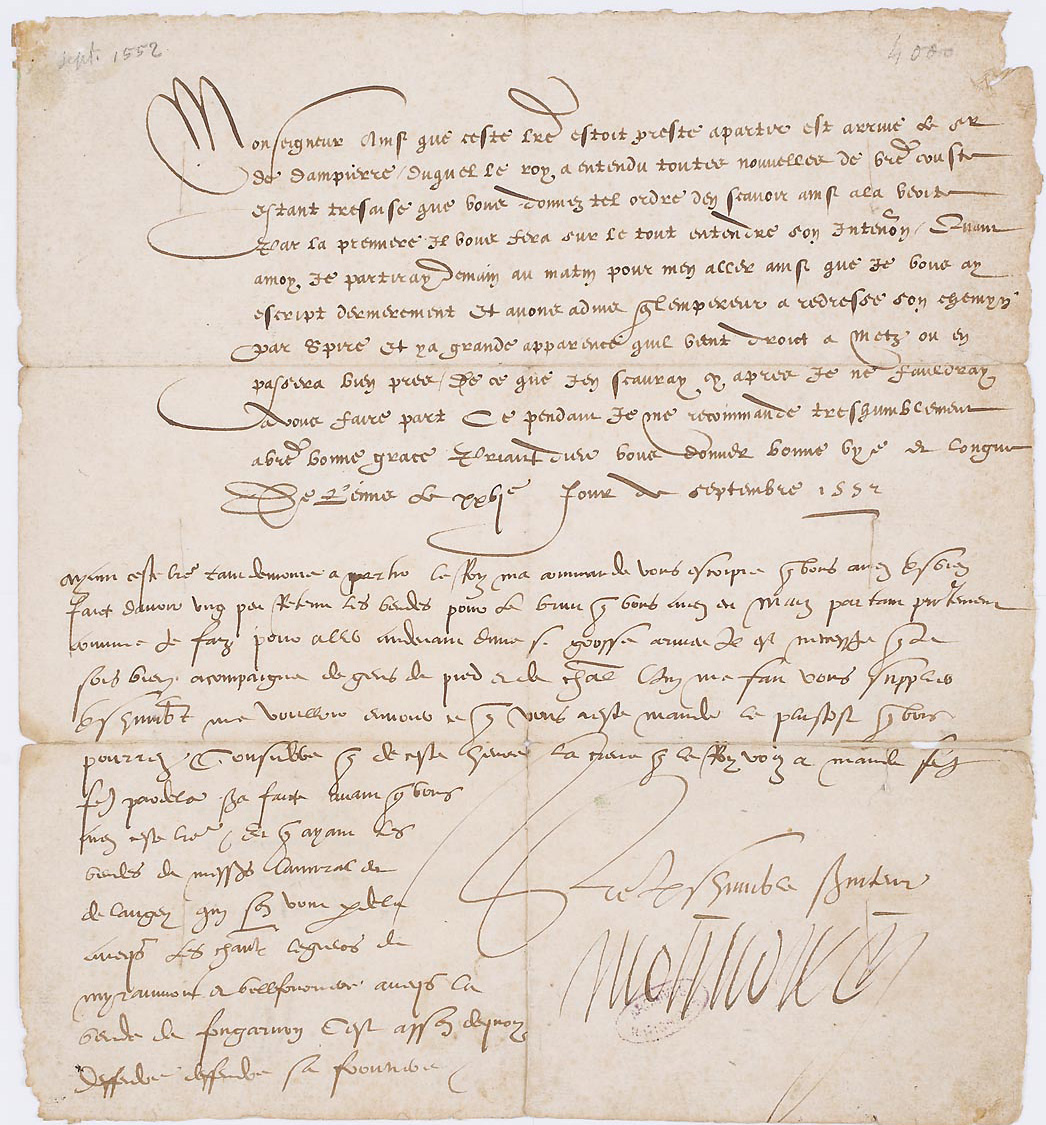
Lettre de Montmorency demandant des renforts au duc de Vendôme contre Charles Quint Archives Nationales AE-II-2188

Avec le soutien des princes luthériens, ligués contre Charles Quint — qui lui accordent en échange de son alliance la possibilité d’occuper les évêchés de l’Empire de langue romane, Verdun, Metz et Toul — Henri II organise son « voyage d’Allemagne », une expédition tournée contre le Saint-Empire romain germanique. Sous les ordres du connétable Anne de Montmorency, les troupes d’Henri II s’emparent, sans combattre, de Toul et de Metz, où celui-ci bénéficie du concours de certains échevins francophiles. Henri II fait son entrée solennelle à Metz le 18 avril 1552. Les Messins l’accueillent sans joie, reprochant aux maîtres échevins messins, les paraiges, d’avoir trahi la cité messine. La ville est toutefois soumise, sous le ferme contrôle des hommes de Montmorency. Le 22 avril, laissant à Metz 3 400 hommes, Henri II reprend sa route vers le Rhin mais ne peut occuper Strasbourg. Vers le 20 mai, il rebrousse chemin, occupe Verdun, avant de rentrer en France. Ainsi s’achève la « chevauchée d’Austrasie ».

## Encerclement impérial

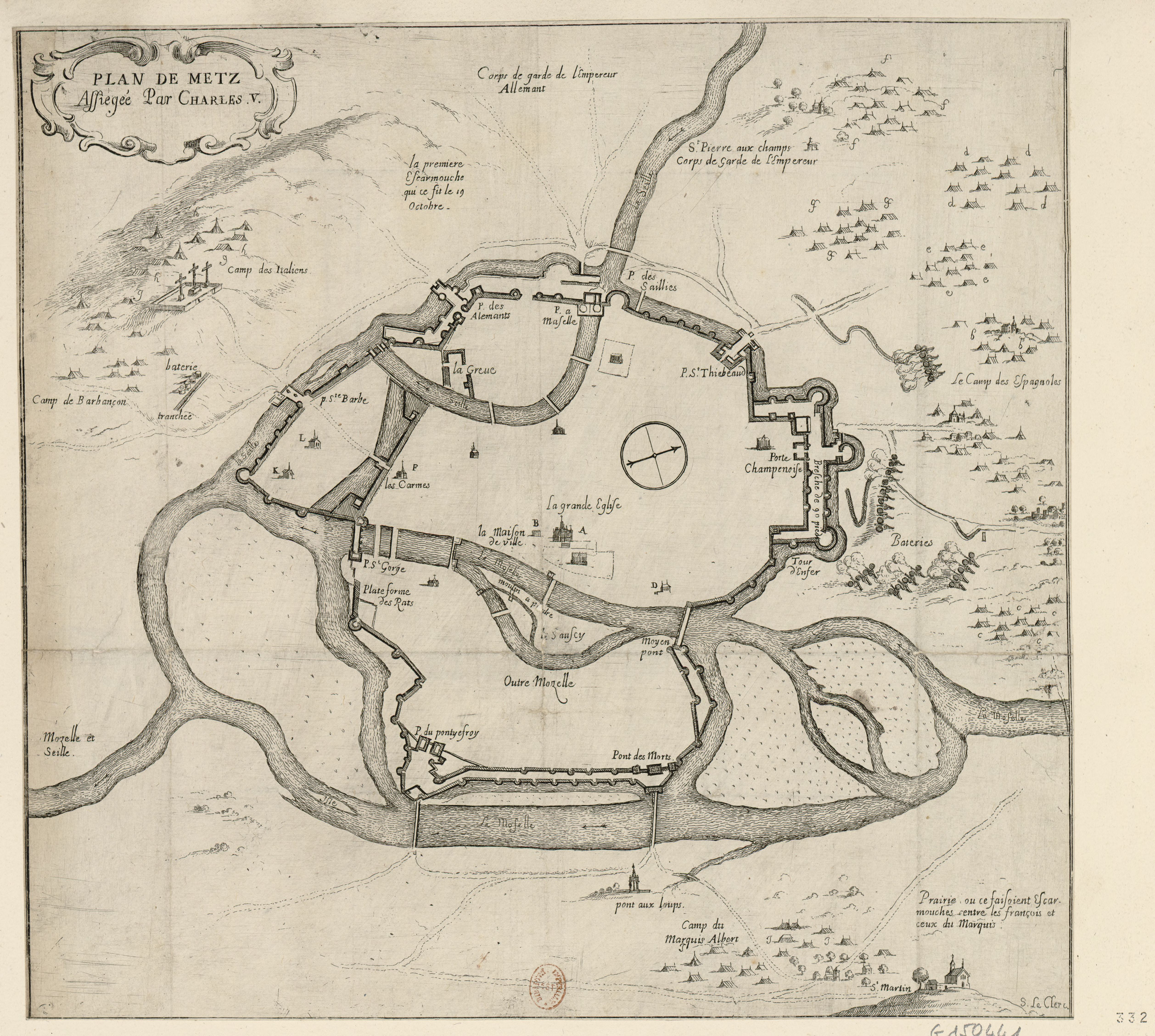
Plan de Metz assiégé par Charles Quint.

Pour laver l’affront des princes luthériens et du roi de France, Charles Quint marche sur Metz le 1er septembre 1552. Le 23 octobre, les troupes impériales atteignent Thionville, ville luxembourgeoise et Boulay au nord de Metz. Début novembre, 50 000 impériaux, armés de cent à cent cinquante canons, renforcés par les 12 000 soldats du margrave Albert de Brandebourg investissent les faubourgs de Metz. Comme le montre un plan de Sébastien Leclerc, les campements de l’armée impériale, parsemés autour de la ville, forment une ligne pratiquement infranchissable : les Brabançons et les Italiens tiennent le nord-est, les Allemands et les Tchèques tiennent l’est et le sud-est, les Espagnols et l’artillerie impériale, les côtés sud et sud-est, les troupes du margrave Albert de Brandebourg, les positions situées au nord-ouest.

## Fortifications françaises
Chargé le 17 août 1552 par Henri II de la défense de la ville, le lieutenant-général François de Guise fait raser cinq des faubourgs, dont les faubourgs de Saint-Arnould et de Saint-Thiébault, et une quarantaine d’édifices religieux, dont les monastères de Saint-Clément, de Saint-Arnould, afin de faciliter la défense de la cité. Il avait en outre fait élever un boulevard d’artillerie en terre, du côté de Bellecroix, et avait creusé un fossé en bordure de la Seille. Après avoir fait sortir de la ville les bourgeois messins par une ordonnance du 21 octobre, il emmagasine des vivres avant l’automne, pour soutenir un long siège. En novembre, François de Guise dispose de moins de 7 000 hommes, dont 1 000 pionniers et 700 cavaliers.

## Pilonnage d’artillerie et combats
L’avant-garde de l’armée de Charles Quint, sous le commandement du duc d’Albe, encercle la ville le 19 octobre 1552. Pendant tout le mois de novembre, l’artillerie de Charles Quint pilonne la ville de Metz au sud-est des fortifications. Le bombardement commence le 9 novembre 1552, avec l’arrivée de l’empereur. Dans l’esprit des tournois médiévaux, des cavaliers brandebourgeois défient des cavaliers français, sans réel succès. Le 17 novembre 1552, une brèche d'une quarantaine de mètres est ouverte près de la porte Serpenoise, mais le doublement des remparts médiévaux ne permet pas aux Impériaux de tirer parti de cette canonnade. Les 27 et 28 novembre, les tirs endommagent, un peu plus à l'ouest, près de trois cents mètres de remparts, que les assiégés s’empressent aussitôt de renforcer. 

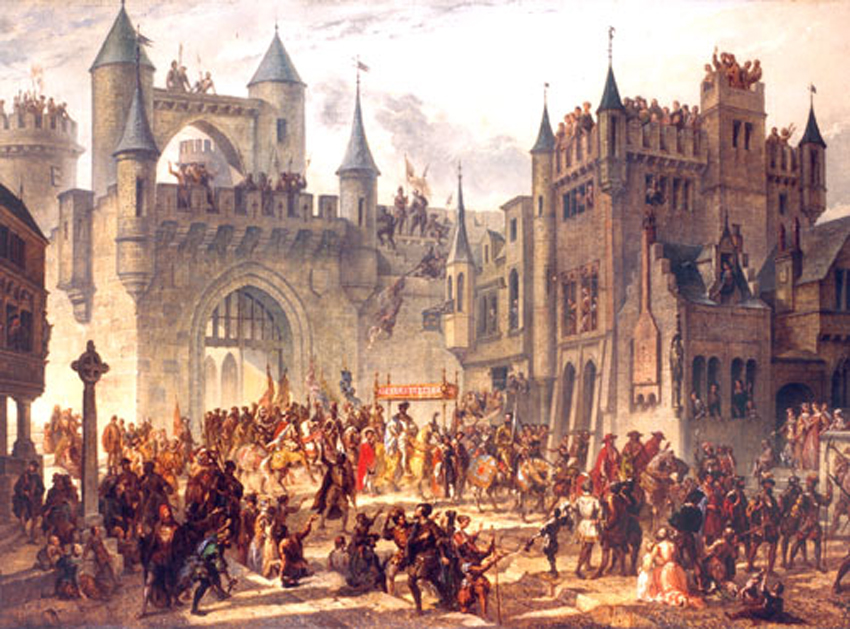
Entrée d’Henri II dans la ville par la porte Serpenoise qu’il fera plus tard raser pour l’édification de la citadelle.

Au cours du siège, la place reçoit ainsi près de 15 000 boulets de canons, sans succès décisifs. Les mines creusées par les Impériaux ne donnent pas plus de résultats, la terre étant détrempée par les intempéries et la nappe phréatique toute proche. Après près de deux mois de siège, les troupes impériales — composées d’Allemands, d’Espagnols, d’Italiens, de Tchèques, de Wallons et de Flamands — souffrent du typhus, de la faim et du froid. Les désertions sont nombreuses dans les rangs des Impériaux.

## Issue du siège
Fin décembre 1552, Charles Quint change de tactique. Dépité et malade, il lève le siège le 1er janvier 1553 avec son armée décimée, et repart vers Thionville, qu’il atteint le 2 janvier. Les malades et les blessés, abandonnés sur place par les troupes impériales, sont diplomatiquement épargnés par les troupes françaises. Affecté par ce revers, l’empereur Charles Quint aurait déclaré : « la chance est femme, elle préfère un jeune roi à un vieil empereur ». Le souverain renonça bientôt au pouvoir et remit ses possessions à ses héritiers. Il aurait déclaré avant de mourir : « Si l'on ouvrait mon cœur, on y trouverait le nom de Metz ».

## Conséquences du siège
Le protectorat de la France sur la République messine se traduisit par l’implantation d’une garnison importante et par la construction en 1556 d’une citadelle à l’épreuve de l’artillerie. Malgré les prières des protestants de Metz à la Diète de l’Empire (Reichstag), la question de Metz cessa de figurer à l’ordre du jour à partir de 1582. La fin de la souveraineté du Saint-Empire romain germanique fut formalisée juridiquement en 1648 par la signature des traités de Westphalie. Metz et son territoire, comme Toul et Verdun, entrèrent officiellement dans le royaume de France, comme province des Trois-Évêchés, une enclave française dans le duché de Lorraine. 
Ce statu quo ne fut remis en question qu’en 1871, par le Traité de Francfort, après un nouveau siège de la ville par les troupes allemandes.